# Sebastian Schwarz (Schauspieler)

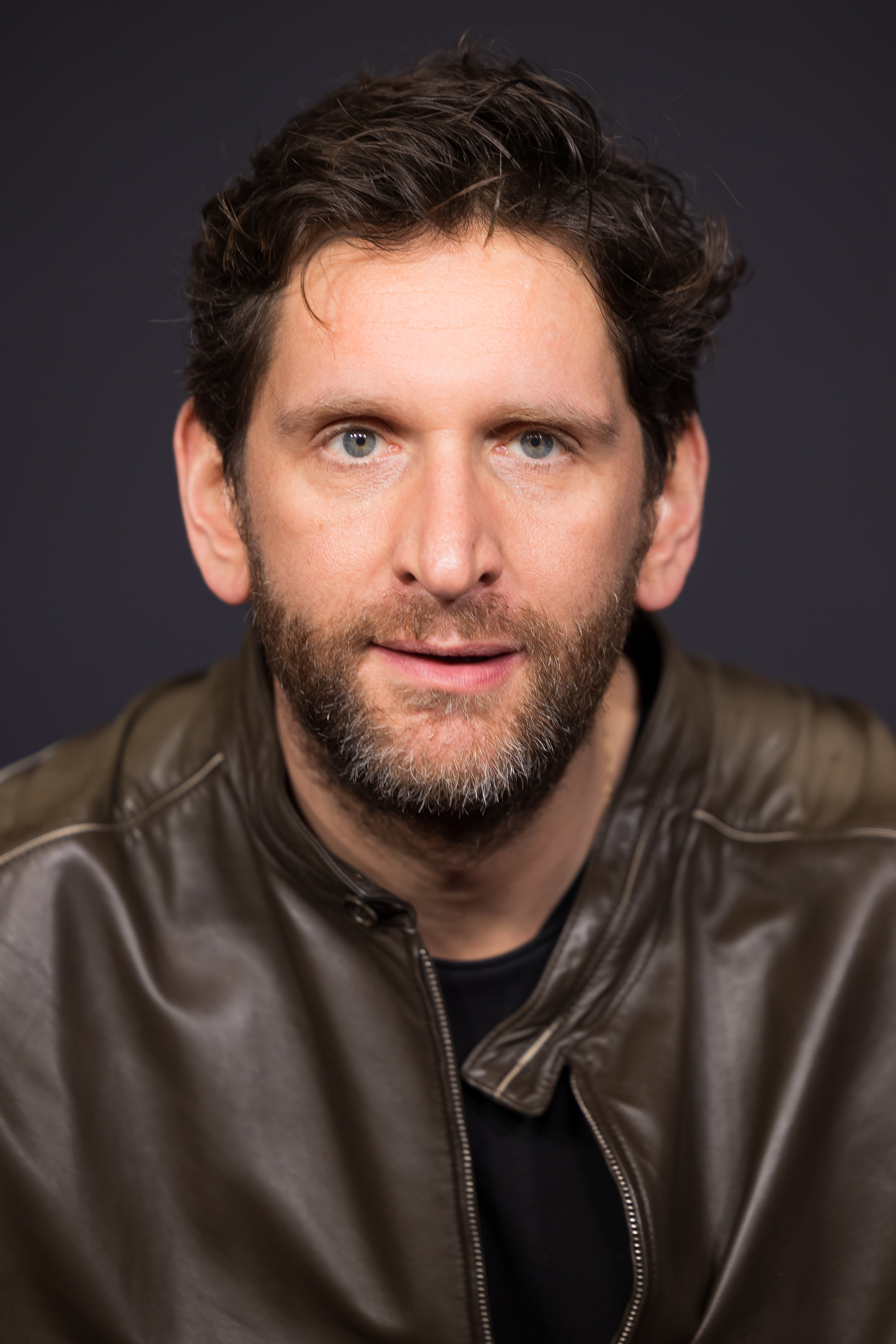
Sebastian Schwarz (2024)

Sebastian Schwarz (* 16. März 1984 in Greiz) ist ein deutscher Schauspieler.

## Leben
Schwarz studierte von 2005 bis 2009 an der Hochschule für Schauspielkunst Ernst Busch. Während seines Studiums arbeitete er an verschiedenen Theatern in Berlin (u. a. Danton in Dantons Tod, Deutsches Theater 2007 und Jim in Die Glasmenagerie, bat 2006) und war für Film und Fernsehen tätig.
Von 2008 bis 2019 war er Ensemblemitglied der Schaubühne in Berlin. Dort war Schwarz in einer Hamlet-Inszenierung zu sehen und spielte den Stephen in der Uraufführung von Ravenhills Der Schnitt.
Im Dezember 2008 hatte Ibsens John Gabriel Borkmann in Rennes Premiere, in der Schwarz die Rolle des Erhardt spielte. In der Uraufführung von David Gieselmanns Komödie Die Tauben verkörperte Schwarz den Psychologen Dr. Erich Asendorf. Es folgten Rollen in Friedrich Hebbels Nibelungen als „Siegfried“, Edward Bonds Gerettet und Brechts Der gute Mensch von Sezuan. Anschließend stand er in Der Menschenfeind auf der Bühne. 2010 spielte er in der Uraufführung des Stücks Perplex von Marius von Mayenburg und den Dickie Greenleaf in der Bühnenadaption von Der talentierte Mr. Ripley in der Schaubühne. 2011 stand er für die Theaterarbeit Eugen Onegin des lettischen Regisseurs Alvis Hermanis auf der Bühne.
Im Jahr 2012 folgte die Rolle des Sportlehrers Markus Dörflinger im Stück Märtyrer von Marius von Mayenburg, der Marquis (Alfons) de Sade in Die Verfolgung und Ermordung Jean Paul Marats dargestellt durch die Schauspielgruppe des Hospizes zu Charenton unter Anleitung des Herrn de Sade von Peter Weiss und die Rolle des Wlas in Sommergäste nach Maxim Gorki. 2013 war Schwarz als Graf Paris, Amme und Sampson in Romeo und Julia und als Benedick in Viel Lärm um nichts an der Schaubühne zu sehen. In der deutschsprachigen Erstaufführung von Roberto Bolaños Epos 2666 war Schwarz als Archimboldi zu sehen. Anschließend stand er unter der Regie von Ingo Hülsmann für die Bühnenadaption des Romans Karl und das 20.Jahrhundert von Rudolf Brunngraber auf der Studiobühne der Schaubühne. 2014 gastierte Schwarz in Die Ehe der Maria Braun unter der Regie von Thomas Ostermeier beim Festival von Avignon. Im November 2014 stand Schwarz in der Rolle des Merkl Franz in Kasimir und Karoline von Ödön von Horváth unter der Regie von Jan Philipp Gloger auf der Bühne. 2015 stand er als Hastings und Ratcliff in Thomas Ostermeiers Inszenierung von Richard III. auf der Bühne. Im Stück Plastik spielte er die Rolle des Serge Haulupa. Im Oktober 2015 hatte die Revue Westberlin Premiere, in der Schwarz unter der Regie von Rainald Grebe spielte. 2016 spielte er in der Premiere von Professor Bernhardi an der Schaubühne unter der Regie von Thomas Ostermeier den Professor Ebenwald. Im Juni 2017 spielte Schwarz die Titelrolle Ralf Peng in Peng. In Thomas Ostermeiers Inszenierung von Rückkehr nach Reims (nach Didier Eribon, Premiere: September 2017), die zum Berliner Theatertreffen 2018 eingeladen wurde, agiert Sebastian Schwarz in der Rolle des Paul. Im November 2018 gab Schwarz bekannt, ab der Spielzeit 2019/2020 nicht mehr festes Ensemblemitglied der Schaubühne zu sein.
2025 kehrte Schwarz mit der deutschen Uraufführung EX von Marius von Mayenburg als Gast an die Schaubühne zurück.
Sein Kinodebüt hatte er mit dem Film Polska Love Serenade (2007) nach einem Drehbuch von Jonas Grosch. Der Film wurde für den Max Ophüls Preis nominiert. Schwarz spielte in Groschs Langfilmspieldebüt Résiste – Aufstand der Praktikanten und übernahm eine der Hauptrollen in der Musical-Komödie Die letzte Lüge. Schwarz spielte in Fernsehserien wie Wilsberg, Großstadtrevier, Tatort und unter der Regie von Dominik Graf in der Krimireihe Im Angesicht des Verbrechens. Im Oktober 2014 hatte der Kinofilm bestefreunde mit Katharina Wackernagel und Sebastian Schwarz in den Hauptrollen Weltpremiere bei den Internationalen Hofer Filmtagen. 2017 spielt er in der ARD-Serie Frau Temme sucht das Glück die Figur des Frank Weber. Für diese Rolle wurde Schwarz 2017 von der Deutschen Akademie für Fernsehen als bester männlicher Nebendarsteller für den Fernsehpreis nominiert. In der Improvisationsserie Andere Eltern übernahm Schwarz die Rolle des Anwaltes Lars. Ab 2021 spielt er den Ermittler Werner Fitz in der ZDF-Reihe Kommissarin Lucas. Ab 2022 ist Schwarz als Polizeihauptmeister Heino Fuss in der ARD-Serie Mord mit Aussicht zu sehen.
Sebastian Schwarz moderiert in unregelmäßigen Abständen mit Georg Uecker das von Frank Oberhäußer entwickelte Quizformat Babelfish an der Schaubühne in Berlin und konzipierte gemeinsam mit David Ruland die Bühnencomedy Zack und Dave.
Seit dem Jahr 2016 ist Schwarz Mitglied der Deutschen Filmakademie in der Sektion Schauspiel. An der Hochschule für Schauspielkunst „Ernst Busch“ Berlin arbeitet er mit Studenten in unregelmäßigen Abständen an Szenenstudien. An der Filmuniversität Babelsberg Konrad Wolf ist er Lehrbeauftragter.
Sebastian Schwarz war Mitglied der SPD und unterstützte Peer Steinbrück im Bundestagswahlkampf und Heike Taubert im Wahlkampf um den Thüringer Landtag. Er trat aus der SPD aus und unterstützte die Sammlungsbewegung Aufstehen.
Im Jahr 2022 wurde Schwarz in die Vorauswahljury der Deutschen Filmakademie für den Deutschen Filmpreis 2023 berufen.
Sebastian Schwarz ist mit der Schauspielerin Marie Burchard verheiratet, hat zwei Kinder und lebt in Berlin.

## Filmografie (Auswahl)

### Kino
- 2007: Polska Love Serenade
- 2008: Match Factor (Kurzfilm)
- 2009: Résiste – Aufstand der Praktikanten
- 2009: 13 Semester
- 2010: Minusland
- 2011: Die letzte Lüge
- 2011: Blutzbrüdaz
- 2014: Bestefreunde
- 2015: Lichtgestalten
- 2016: Nachspiel
- 2017: Zwei im falschen Film
- 2017: Kleptomami
- 2018: Ballon
- 2018: Wenn Fliegen träumen
- 2019: Als ich mal groß war
- 2021: Ich bin dein Mensch
- 2025: Franz K.

### Fernsehen
- 2008: Wilsberg: Interne Affären
- 2008: Dr. Molly & Karl (Fernsehserie)
- 2010: Im Angesicht des Verbrechens (Fernsehserie)
- 2011: Großstadtrevier – Die Freibeuterin
- 2012: Unser Charly – Charly und das kranke Kälbchen
- 2012: Krimi.de – Falsche Liebe
- 2013: SOKO Wismar – Hinter verschlossenen Türen
- 2014: Tatort: Großer schwarzer Vogel
- 2015: Tatort: Kälter als der Tod
- 2016: Tatort: Die Wahrheit
- 2017: Frau Temme sucht das Glück (6 Folgen)
- 2018: Sankt Maik (1 Folge)
- 2018: Deutsch-Les-Landes (10 Folgen)
- 2018: Bist du glücklich?
- 2019–2020: Andere Eltern (15 Folgen)
- 2019: Frau Jordan stellt gleich (1 Folge)
- 2019: SOKO Hamburg (1 Folge)
- 2020: Rentnercops (1 Folge)
- 2020: Aus dem Tagebuch eines Uber-Fahrers (1 Folge)
- 2020: Käthe und ich: Zurück ins Leben
- 2020; 2022: Kroymann (Satiresendung, 2 Folgen)
- 2020: Falk (1 Folge)
- 2020: Frau Jordan stellt gleich (2. Staffel, 3 Folgen)
- 2021: Kommissarin Lucas – Nürnberg
- 2021: Praxis mit Meerblick – Herzklopfen
- 2021: Gefangen
- 2021: Die Jägerin – Nach eigenem Gesetz
- seit 2022: Mord mit Aussicht (Fernsehserie, ab Staffel 4)
- 2022: Kommissarin Lucas – Goldrausch
- 2022: Der Spalter (Fernsehfilm)
- 2023: German Crime Story: Gefesselt
- 2023: Kommissarin Lucas – Du bist mein
- 2023: Die drei !!!
- 2023: Kommissarin Lucas – Finale Entscheidung
- 2023: Kommissarin Lucas – Helden wie wir
- 2023: Die Jägerin – Riskante Sicherheit
- 2023: Zwei Weihnachtsmänner sind einer zu viel (Fernsehfilm)
- 2024: Die Liesl von der Post – Klapperstorch (Fernsehreihe)
- 2024: Andere Eltern – Die 1. Klasse (Fernsehfilm)
- 2025: Ghosts (Fernsehserie)
- 2025: Ein ganz großes Ding (Fernsehfilm)

## Theaterrollen
- 2006: Glasportrait/Glasmenagerie, bat-Studiotheater Berlin (Regie: K. Minkowski)
- 2007: Tommy, Schaubühne am Lehniner Platz Berlin (Regie: B. Hauprich)
- 2007: Dantons Tod, Deutsches Theater Berlin/box (Regie: C. Mehler)
- 2008: Hamlet, bat-Studiotheater Berlin (Regie: D. Schliesing)
- 2008: Die Stadt/Der Schnitt, Schaubühne am Lehniner Platz Berlin (Regie: T. Ostermeier)
- 2008: Hamlet, Schaubühne am Lehniner Platz Berlin; Helenic Festival Athen; Festival d’Avignon (Regie: T. Ostermeier)
- 2008: John Gabriel Borkmann, Schaubühne am Lehniner Platz Berlin/TNB Rennes (Regie: T. Ostermeier)
- 2009: Die Tauben, Schaubühne am Lehniner Platz Berlin (Regie: M. v. Mayenburg)
- 2009: Die Nibelungen, Schaubühne am Lehniner Platz Berlin (Regie: M. v. Mayenburg)
- 2009: Was kann eine gute stehende Schaubühne eigentlich wirken? Teil 2. Schaubühne am Lehniner Platz Berlin (Realisation: P. Wengenroth)
- 2010: Gerettet, Schaubühne am Lehniner Platz Berlin (Regie: B. Andrews)
- 2010: Der gute Mensch von Sezuan, Schaubühne am Lehniner Platz Berlin (Regie: F. Heller)
- 2010: Der Menschenfeind, Schaubühne am Lehniner Platz (Regie: I. v. Hove)
- 2010: Perplex, Schaubühne am Lehniner Platz (Regie: M. v. Mayenburg)
- 2011: Der talentierte Mr. Ripley, Schaubühne am Lehniner Platz (Regie: J. Gockel)
- 2011: Eugen Onegin, Schaubühne am Lehniner Platz (Regie: A. Hermanis)
- 2012: Märtyrer, Schaubühne am Lehniner Platz (Regie: M. v. Mayenburg)
- 2012: Marat/Sade, Schaubühne am Lehniner Platz (Regie: Peter Kleinert)
- 2012: Sommergäste, Schaubühne am Lehniner Platz (Regie: Alvis Hermanis)
- 2013: Romeo und Julia, Schaubühne am Lehniner Platz (Regie: Lars Eidinger)
- 2013: Viel Lärm um nichts, Schaubühne am Lehniner Platz (Regie: Marius von Mayenburg)
- 2014: 2666, Schaubühne am Lehniner Platz (Regie: Alex Rigola)
- 2014: Karl und das 20. Jahrhundert, Schaubühne am Lehniner Platz (Regie: Ingo Hülsmann)
- 2014: Die Ehe der Maria Braun, Schaubühne am Lehniner Platz (Regie: Thomas Ostermeier)
- 2014: Kasimir und Karoline, Schaubühne am Lehniner Platz (Regie: Jan Philipp Gloger)
- 2015: Richard III, Schaubühne am Lehniner Platz (Regie: Thomas Ostermeier)
- 2015: Stück Plastik, Schaubühne am Lehniner Platz (Regie: Marius von Mayenburg)
- 2015: Westberlin, Schaubühne am Lehniner Platz (Regie: Rainald Grebe)
- 2016: Professor Bernhardi, Schaubühne am Lehniner Platz (Regie: Thomas Ostermeier)
- 2017: Peng, Schaubühne am Lehniner Platz (Regie: Marius von Mayenburg)
- 2018: Rückkehr nach Reims, Schaubühne am Lehniner Platz (Regie: Thomas Ostermeier)
- 2018: Italienische Nacht, Schaubühne am Lehniner Platz (Regie: Thomas Ostermeier)
- 2025: EX, Schaubühne am Lehniner Platz (Regie: Marius von Mayenburg)[24]

## Auszeichnungen
- 2017: Fernsehpreis der Deutschen Akademie für Fernsehen: Bester männlicher Nebendarsteller für Frau Temme sucht das Glück (Nominierung)

## Hörspiele
- 2013: Marius von Mayenburg: Mission zum Mars, Deutschlandradio (Regie: Marius von Mayenburg)
- 2013: Hans Zimmer: Tauben fliegen nur nach Hause, Deutschlandradio (Regie: Christine Nagel)
- 2013: Mario Göpfert: Wecke niemals einen Schrat (nach dem gleichnamigen Buch von Wieland Freund), DKultur (Regie: Klaus-Michael Klingsporn)
- 2013: Emil Cioran: Vom Nachteil, geboren zu sein, SWR (Regie: Kai Grehn)
- 2014: Christoph Güsken: Quotenkiller, Deutschlandradio (Regie: Klaus-Michael Klingsporn)
- 2015: Tom Peuckert: Schröders Tod, Deutschlandradio Kultur (Regie: Cordula Dickmeiß)
- 2015: Jenny Reinhardt: Der Elch ist schuld, Deutschlandradio (Regie: Christine Nagel)
- 2016: Cristin König: Lila und Fred, Deutschlandradio Kultur (Regie: Cristin König)
- 2018: Cristin König: Meine Erinnerungen reißen mich in Stücke, Deutschlandradio Kultur (Regie: Cristin König)
- 2018: John von Düffel: Ein Gefühl von Sicherheit, Radio Bremen (Regie: Christiane Ohaus)
- 2020: Uta Rüenauver: Ein Teufelszeug, diese Prosa! Deutschlandradio Kultur (Regie: Beatrix Ackers)
- 2020: Frank Naumann: Asimovs Erben, MDR (Regie: Nikolai von Koslowski)
- 2022: Claudia Weber: Fear of the dark. Oder: Die Offenbarung wird Produktplatzierungen enthalten, SWR (Regie: Claudia Weber)